# Tahoe Vista (Kalifornija)
Tahoe Vista je naseljeno područje za statističke svrhe u američkoj saveznoj državi Kalifornija. Prema popisu stanovništva iz 2010. u njemu je živjelo 1.433 stanovnika.